# Cleome tomentella
Cleome tomentella är en paradisblomsterväxtart som beskrevs av Popow. Cleome tomentella ingår i släktet paradisblomstersläktet, och familjen paradisblomsterväxter. Inga underarter finns listade i Catalogue of Life.